# 勝山市立鹿谷小学校
勝山市立鹿谷小学校（かつやましりつ しかたにしょうがっこう）は、福井県勝山市鹿谷町に所在する公立小学校。2014年からユネスコスクール加盟校。勝山市内の他の公立小学校と同様に持続可能な開発のための教育（ESD）に注力している。

## 特色
ユネスコスクール認定に先駆けて、2012年度に第20回環境自治体会議が勝山市で開催されることを踏まえ、市内の小中学校では2010年度から環境教育が実施された。鹿谷小学校では校庭のビオトープへの魚の放流を行った。
ユネスコスクール加盟後にはESD教育に注力。2019年には侵略的外来種であるセイタカアワダチソウやキンケイギクおよびアメリカザリガニの駆除活動とホタルの保全活動を実施した。また竜脚類の恐竜をほうふつとさせる形状を示すヒョウタン（恐竜ひょうたん）の栽培・収穫も行った。続く2020年には生産組合の助力を受けて、田植え定規を使っての田植えを実施した。また、恐竜ひょうたんの栽培も継続している。